# Infernal Overkill
Infernal Overkill ist das Debütalbum der deutschen Thrash-Metal-Band Destruction.

## Entstehung
Nachdem sich die erste Produktion der Band, eine EP, mit Verkaufszahlen von etwa 14.000 Einheiten erfolgreich absetzte, entschied sich das Label SPV dazu, ein Debütalbum aufnehmen zu lassen. Es erschien im Sommer 1985.

## Titelliste
1. Invincible Force – 4:20
2. Death Trap – 5:49
3. The Ritual – 5:11
4. Tormentor – 5:06
5. Bestial Invasion – 4:36
6. Thrash Attack – 2:56
7. Antichrist – 3:44
8. Black Death – 7:39

## Gestaltung
Das Album wurde mit einem neuen Bandlogo veröffentlicht. Zu sehen ist ein berstender Schädel, der später auf den folgenden Alben in Variationen als wiederkehrendes Motiv verwendet wurde.

## Musikstil und Texte
Das Onlineportal Classic Thrash beschreibt die Songs als „sehr konsistent, aber auch etwas repetitiv; der eigene Stil der Band ist voll ausgeprägt, obwohl der garstige Gesang irgendwie leicht zurückhaltend wirkt“. Der Qualität der LP Aufnahmen ist weniger klar als die auf der EP. Daniel Bukszan merkt in dem Buch The Encyclöpedia öf Heavy Metal an, dass das Album zwar eine schlechte Klangqualität habe, jedoch höre man die Aggression und den Enthusiasmus der Band deutlich heraus. Martin Popoff schreibt in seinem Buch The Collector’s Guide of Heavy Metal Volume 2: The Eighties, dass sich das Albumg durch übertriebene Härte und eine zu hohe Spielgeschwindigkeit auszeichne. Zudem bemängelte er eine schlechte Produktion.

## Rezeption
Gitarrist Euronymous nannte Destruction als Inspiration seiner Band Mayhem und bezeichnete die frühen Alben von Destruction als „Meisterwerke schwarzen stinkenden Metals“. Das Rock Hard nahm das Debütalbum von Destruction in die Liste der wichtigsten Wegbereiter des Black Metal auf.